# Rovnostářství
Rovnostářství (nebo též egalitářství) je politická ideologie, podle které by se se všemi lidmi mělo zacházet jako se stejně rovnými. Podle zastánců této ideologie by se ke všem jedincům mělo přistupovat stejně, bez ohledu na jejich pohlaví, věk, genderovou identitu, sexuální orientaci, rasu/etnicitu, náboženské vyznání, třídní postavení a další rozdíly. Někdy se termínem rovnostář označuje člověk, který se snaží odstranit ekonomické a/nebo sociální rozdíly mezi lidmi. Rovnostářství se občas také chápe jako názor, že rovnost je základní politickou hodnotou.

## Charakteristika
Rovnostářství bylo například jedním z ideologických pilířů komunistického režimu v Sovětském svazu zakotveném v Komunistickém manifestu od autora Karla Marxe (nezáleží například na stupni dokončeného vzdělání člověka, vrozené inteligenci, dosaženém bohatství a jiných aspektech, jež nehrají roli pro posuzování lidí ve společenském žebříčku a finančním ohodnocení za vykonanou práci). Kritici tvrdí, že idea rovnostářství byla vyvrácena pádem režimu, založeném na jeho užívání a stala se utopií.
V současné době je rovnost zpravidla zajišťována zaváděním plošných kvót na zaměstnance, politiky, studenty a jiné, aby se předcházelo diskriminaci ve společnosti.